# The Note in the Shoe
The Note in the Shoe è un cortometraggio muto del 1909 sceneggiato e diretto da David W. Griffith. Il film, interpretato da Florence Lawrence e Anita Hendrie, venne prodotto dalla American Mutoscope and Biograph Company che lo distribuì nelle sale il 6 maggio 1909.

## Produzione
Il film fu prodotto dall'American Mutoscope and Biograph Company.

## Distribuzione
Distribuito dall'American Mutoscope and Biograph Company, che lo fece uscire il 6 maggio 1909, era programmato in sala in split reel, insieme a un altro cortometraggio di Griffith, One Busy Hour.